# 포위접종

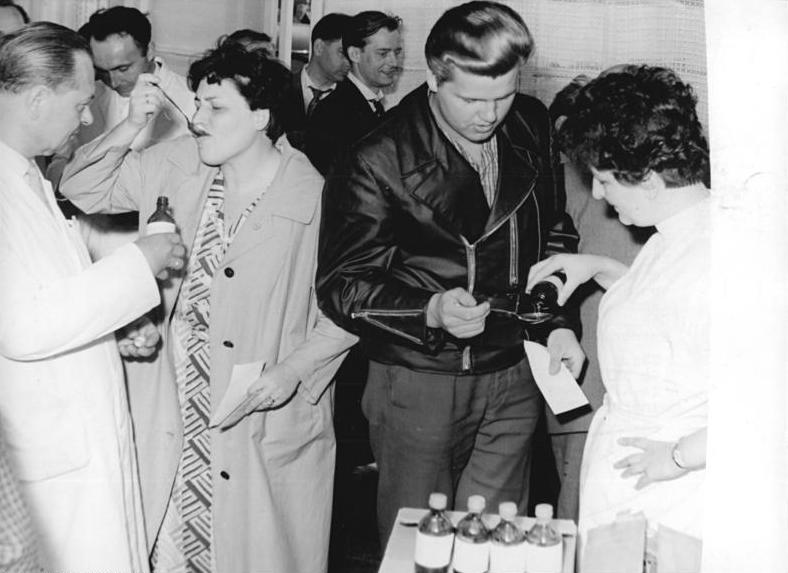
1962년 독일 베를린의 디프테리아 유행 당시 포위접종 전략을 통해 감염 확산을 막았다.

포위접종(Ring vaccination)은 감염 가능성이 가장 높은 사람들을 대상으로 우선 예방접종을 맞게 해 질병 확산을 막는 전략이다.

## 전략
누군가가 아플 시, 감염된 것으로 보이는 주변인들에게 백신을 놓는다. 백신을 놓는 주변인의 범위에는 질병의 전파 정도에 따라 다르게 감염 가능성이 있는 가족, 이웃, 친구 등이 포함된다. 이런 접촉자들을 1차 접촉자, 2차 접촉자, 3차 접촉자 등으로 적절하게 분류해 나눠 백신을 접종할 수 있다. 따라서 포위접종을 위해서는 접촉자 추적 조사를 통해 감염되었거나 감염될 가능성이 높은 사람을 찾아야 한다. 이는 매우 어려운 작업으로 어떤 경우에는 지리적 표적예방접종(geographically-targeted reactive vaccination)이라 하여 발병지역의 모든 사람에게 백신을 놓아야 하는 경우도 존재한다. 만일 마을 경계들이 지리적으로 서로 가까울 경우 접촉자들을 하나하나 찾아서 추적하기보다는 질병이 발발한 지역사회 전체에 예방접종을 하는 것이 더욱 나을 경우가 있다.
대부분의 백신은 체내에 면역 체계를 세우는데 수 주가 걸리므로 접종 직후부터 바로 병으로부터 보호해주지는 않는다. 하지만 포위접종을 통해 예방접종을 놓을 시 환자의 접촉자가 감염되었더라도 접촉자의 접촉자인 2차 접촉자도 백신을 놓음으로써 추가 감염 확산을 막을 수 있다. 몇몇 백신은 접종 직후부터 바로 병으로부터 보호해주는 경우도 있는데, 이 경우 포위접종 전략을 쓰면 감염 확산을 방지하는데 더욱 효과적이다.
특정 전염병이 발발했을 때, 보건국은 포위접종 및 대규모 접종 중 어느 것이 더 나은 전략인지 고민해야 한다. 특정한 경우에는 접촉자만 접종하는 것이 나을 수도 있으며, 인구통계 및 사용 가능한 백신 수를 고려하여 다양한 방법을 써야 부작용을 최소로 줄이면서 가장 크게 병으로부터 보호받을 수 있다.

## 역사
천연두 박멸에는 포위접종 전략이 주로 사용되었다. 이후 2014년 서아프리카 에볼라 유행 당시 실험적으로 포위접종 전략을 사용하였다.
2018년 콩고 민주 공화국 서부 에볼라 유행 당시에 콩고 민주 공화국 보건부는 포위접종 전략을 사용하였다. 감염자의 직접적 접촉자와 그의 2차 접촉자 등 감염 가능성이 가장 높은 사람을 선별하여 rVSV-ZEBOV 백신을 접종하여 에볼라 확산을 저지하는 데 성공하였다.
역시 2018년부터 유행하기 시작한 콩고 민주 공화국 동부의 키부 에볼라 유행에는 포위접종이 적극적으로 사용되어 대략 9만명 이상의 사람들이 백신을 접종받았다. 2019년 4월 WHO가 콩고 민주 공화국 국립연구소의 연구를 인용하여 에볼라 백신 투여와 미투여를 비교하였을 때 에볼라 전염을 막는 데 대략 97.5% 정도의 효율이 있다고 발표하였다.

## 같이 보기
- 코쿠닝 전략
- 펄스 접종 전략
- 집단 면역
- 표적 면역 전략